# Onthophagus queenslandicus
Onthophagus queenslandicus là một loài bọ cánh cứng trong họ Bọ hung (Scarabaeidae).